# أسقمريات الشكل
أسقمريات الشكل (الاسم العلمي: Scombriformes)، رتبة أسماك عظمية من شعاعيات الزعانف، تضم تسع فصائل.